# Louis Williquet
Pierre Louis Florent Williquet (ur. 2 lipca 1894 w Liège, zm. 4 lutego 1937 w Brukseli) – belgijski sztangista. Srebrny medalista olimpijski z Antwerpii.
Zawody w 1920 były jego jedynymi igrzyskami olimpijskimi. Zdobył wówczas srebrny medal w kategorii lekkiej (do 67,5 kg) z wynikiem 240 kilogramów w trójboju. Zwyciężył Alfred Neuland z Estonii, trzeci był kolejny Belg Florimond Rooms.